# Nenad Marković
Nenad Marković (Doboj, 13. lipnja 1968.) je bivši bosanskohercegovački reprezentativac i igrač KK Bosne. Trenutno obnaša dužnost dogradonačelnika Grada Sarajeva i trener Panioniosa.

## Timovi za koje je nastupao
- 1988-92: KK Bosna Sarajevo (BiH)
- 1992-93: Trieste (ITA)
- 1992-93: Ferrys Lliria (ESP)
- 1993-94: Hapoel Tel-Aviv (ISR)
- 1994-95: Joventut Badalona (ESP)
- 1994-95: Lugano (SUI)
- 1995-96: Hapoel Tel-Aviv (ISR)
- 1996-97: Hapoel Eilat (ISR)
- 1996-99: CSP Limoges (FRA)
- 1999-00: Pamesa Valencia (ESP)
- 2000-01: Adecco Estudiantes Madrid (ESP)
- 2001-02: Panionios Athens (GRE)
- 2002-03: Olympiacos S.F.P. Pireus (GRE)
- 2003-04: Murcia (ESP)
- 2003-04: Panionios Athens (GRE)
- 2005-06: KK Bosna Sarajevo (BIH)